# DC Universe Animated Original Movies
DC Universe Animated Original Movies, v českém překladu Původní animované filmy ze světa DC, je filmový projekt vydávající animované filmy rovnou na DVD a Blu-ray, vytvořený společnostmi Warner Premiere, Warner Bros. Animation a DC Comics. Filmy pomáhá produkovat Bruce Timm.

## Seznam filmů
| Český název                              | Originální název                              | Datum vydání      | Režie                                              | Scénář                                         | Tržby                                       | Ref.   |
| ---------------------------------------- | --------------------------------------------- | ----------------- | -------------------------------------------------- | ---------------------------------------------- | ------------------------------------------- | ------ |
| Superman: Soudný den                     | Superman: Doomsday                            | 18. září 2007     | Bruce Timm, Lauren Montgomery, Brandon Vietti      | Duane Capizzi                                  | $12,364,652                                 | [ 1 ]  |
| Liga spravedlivých: Nová hranice         | Justice League: The New Frontier              | 26. února 2008    | Dave Bullock                                       | Stan Berkowitz, Darwyn Cooke                   | $5,935,279                                  | [ 2 ]  |
| Batman: Gothamský rytíř                  | Batman: Gotham Knight                         | 8. července 2008  | Toshi Hiruma, Bruce Timm                           | Různí                                          | $9,628,546                                  | [ 3 ]  |
| Wonder Woman                             | Wonder Woman                                  | 3. března 2009    | Lauren Montgomery                                  | Gail Simone, Michael Jelenic                   | $7,501,968                                  | [ 4 ]  |
| Green Lantern: První let                 | Green Lantern: First Flight                   | 28. července 2009 | Lauren Montgomery                                  | Alan Burnett, Michael Allen                    | $9,809,408                                  | [ 5 ]  |
| Superman/Batman: Veřejní nepřátelé       | Superman/Batman: Public Enemies               | 29. září 2009     | Sam Liu                                            | Stan Berkowitz                                 | $10,699,518                                 | [ 6 ]  |
| Liga spravedlivých: Krize na dvou Zemích | Justice League: Crisis on Two Earths          | 23. února 2010    | Sam Liu, Lauren Montgomery                         | Dwayne McDuffie                                | $8,863,391                                  | [ 7 ]  |
| Batman vs. Red Hood                      | Batman: Under the Red Hood                    | 27. července 2010 | Brandon Vietti                                     | Judd Winick                                    | $10,339,291                                 | [ 8 ]  |
| Superman/Batman: Apokalypsa              | Superman/Batman: Apocalypse                   | 28. září 2010     | Lauren Montgomery                                  | Tab Murphy                                     | $7,980,229                                  | [ 9 ]  |
| Superman/Shazam!: Návrat černého Adama   | Superman/Shazam!: The Return of Black Adam    | 9. listopadu 2010 | Joaquim Dos Santos                                 | Michael Jelenic                                | $5,064,383                                  | [ 10 ] |
| Superhvězda Superman                     | All-Star Superman                             | 22. února 2011    | Sam Liu                                            | Dwayne McDuffie                                | $7,012,334                                  | [ 11 ] |
|                                          | Green Lantern: Emerald Knights                | 8. června 2011    | Christopher Berkeley. Lauren Montgomery, Jay Oliva | Různí                                          | $5,326,436                                  | [ 12 ] |
| Batman: Rok jedna                        | Batman: Year One                              | 18. října 2011    | Sam Liu, Lauren Montgomery                         | Tab Murphy                                     | $5,285,329                                  | [ 13 ] |
| Liga spravedlivých: Zánik                | Justice League: Doom                          | 28. února 2012    | Lauren Montgomery                                  | Dwayne McDuffie                                | $6,405,071                                  | [ 14 ] |
| Superman vs. Elita                       | Superman vs. The Elite                        | 12. června 2012   | Michael Chang                                      | Joe Kelly                                      | $2,786,605                                  | [ 15 ] |
| Batman: Návrat Temného rytíře, část 1.   | Batman: The Dark Knight Returns – Part 1      | 25. září 2012     | Jay Oliva                                          | Bob Goodman                                    | $5,751,308                                  | [ 16 ] |
| Batman: Návrat Temného rytíře, část 2.   | Batman: The Dark Knight Returns – Part 2      | 29. ledna 2013    | Jay Oliva                                          | Bob Goodman                                    | $3,889,404                                  | [ 17 ] |
| Neporazitelný Superman                   | Superman: Unbound                             | 7. května 2013    | James Tucker                                       | Bob Goodman                                    | $3,093,401                                  | [ 18 ] |
| Liga spravedlivých: Záchrana světa       | Justice League: The Flashpoint Paradox        | 30. července 2013 | Jay Oliva                                          | James Krieg                                    | $4,596,828                                  | [ 19 ] |
| Liga spravedlivých: Válka                | Justice League: War                           | 4. února 2014     | Jay Oliva                                          | Heath Corson                                   | $5,014,952                                  | [ 20 ] |
| Batmanův syn                             | Son of Batman                                 | 6. května 2014    | Ethan Spaulding                                    | James Robinson                                 | $6,269,633                                  | [ 21 ] |
| Batman: Útok na Arkham                   | Batman: Assault on Arkham                     | 12. srpna 2014    | Jay Olivia, Ethan Spaulding                        | Heath Corson                                   | $4,614,824                                  | [ 22 ] |
| Liga spravedlivých: Trůn Atlantidy       | Justice League: Throne of Atlantis            | 27. ledna 2015    | Ethan Spaulding                                    | Heath Corson                                   | $3,775,482                                  | [ 23 ] |
| Batman vs. Robin                         | Batman vs. Robin                              | 14. dubna 2015    | Jay Oliva                                          | J. M. DeMatteis                                | $3,651,147                                  | [ 24 ] |
| Liga spravedlivých: Bohové & monstra     | Justice League: Gods and Monsters             | 28. července 2015 | Sam Liu                                            | Alan Burnett                                   | $2,477,120                                  | [ 25 ] |
|                                          | Batman: Bad Blood                             | 20. ledna 2016    | Jay Oliva                                          | J. M. DeMatteis                                | $4,158,923                                  | [ 26 ] |
| Liga spravedlivých vs Mladí Titáni       | Justice League vs. Teen Titans                | 29. března 2016   | Sam Liu                                            | Bryan Q. Miller, Alan Burnett                  | $4,128,444                                  | [ 27 ] |
| Batman: Kameňák                          | Batman: The Killing Joke                      | 22. července 2016 | Sam Liu                                            | Brian Azzarello                                | $4,361,038 (kino) $8,569,322 (DVD, Blu-ray) | [ 28 ] |
| Liga spravedlivých: Temno                | Justice League Dark                           | 24. ledna 2017    | Jay Oliva                                          | Ernie Altbacker                                | $2,735,735                                  | [ 29 ] |
| Mladí Titáni: Jidášova smlouva           | Teen Titans: The Judas Contract               | 4. dubna 2017     | Sam Liu                                            | Ernie Altbacker                                | $2,941,982                                  | [ 30 ] |
| Batman a Harley Quinn                    | Batman and Harley Quinn                       | 15. srpna 2017    | Sam Liu                                            | Bruce Timm, Jim Krieg                          | $39,091 (kino) $2,160,768 (DVD, Blu-ray)    | [ 31 ] |
|                                          | Batman: Gotham by Gaslight                    | 23. ledna 2018    | Sam Liu                                            | Jim Krieg                                      | $4,645,137                                  | [ 32 ] |
| Sebevražedný oddíl: Rozpoutané peklo     | Suicide Squad: Hell to Pay                    | 27. březen 2018   | Sam Liu                                            | Alan Burnett                                   | $2,810,564                                  | [ 33 ] |
| The Death of Superman                    | The Death of Superman                         | 24. červenec 2018 | Sam Liu, Jake Castorena                            | Peter J. Tomasi                                | $6,486,061                                  | [ 34 ] |
| Éra Supermanů                            | Reign of the Supermen                         | 15. leden 2019    | Sam Liu                                            | Tim Sheridan, Jim Krieg                        | $2,557,910                                  | [ 35 ] |
|                                          | Justice League vs. the Fatal Five             | 30. březen 2019   | Sam Liu                                            | Eric Carrasco, Jim Krieg, Alan Burnett         | $2,148,944                                  | [ 36 ] |
| Batman vs. Hush                          | Batman: Hush                                  | 20. červenec 2019 | Justin Copeland                                    | Ernie Altbacker                                | $3,575,367                                  | [ 37 ] |
|                                          | Wonder Woman: Bloodlines                      | 5. říjen 2019     | Sam Liu, Justin Copeland                           | Mairghread Scott                               | $1,702,121                                  | [ 38 ] |
|                                          | Superman: Red Son                             | 25. února 2020    | Sam Liu                                            | J.M. DeMatteis                                 | $2,033,613                                  | [ 39 ] |
|                                          | Justice League Dark: Apokolips War            | 5. května 2020    | Matt Peters, Christina Sotta                       | Mairghread Scott                               | $5,545,531                                  | [ 40 ] |
|                                          | Superman: Man of Tomorrow                     | 23. srpna 2020    | Chris Palmer                                       | Tim Sheridan                                   | $3,412,780                                  | [ 41 ] |
|                                          | Batman: Soul of the Dragon                    | 12. ledna 2021    | Sam Liu                                            | Jeremy Adams                                   | $2,432,984                                  | [ 42 ] |
|                                          | Justice Society: World War II                 | 27. dubna 2021    | Jeff Wamester                                      | Meghan Fitzmartin a Jeremy Adams               | $3,643,240                                  | [ 43 ] |
|                                          | Batman: The Long Halloween Part One           | 22. června 2021   | Chris Palmer                                       | Tim Sheridan                                   | $3,613,689                                  | [ 44 ] |
|                                          | Batman: The Long Halloween Part Two           | 27. července 2021 | Chris Palmer                                       | Tim Sheridan                                   | $2,558,011                                  | [ 45 ] |
|                                          | Injustice                                     | 19. října 2021    | Matt Peters                                        | Ernie Altbacker                                | $2,735,842                                  | [ 46 ] |
|                                          | Catwoman: Hunted                              | 8. února 2022     | Shinsuke Terasawa                                  | Greg Weisman                                   | $404,279                                    | [ 47 ] |
|                                          | Green Lantern: Beware My Power                | 26. července 2022 | Jeff Wamester                                      | John Semper a Ernie Altbacker                  | $737,167                                    | [ 48 ] |
|                                          | Batman and Superman: Battle of the Super Sons | 18. října 2022    | Matt Peters                                        | Jeremy Adams                                   | $1,007,069                                  | [ 49 ] |
|                                          | Legion of Super-Heroes                        | 7. února 2023     | Jeff Wamester                                      | Josie Campbell                                 |                                             | [ 50 ] |
|                                          | Batman: The Doom That Came to Gotham          | 28. března 2023   | Christopher Berkeley, Sam Liu                      | Jase Ricci                                     |                                             | [ 51 ] |
|                                          | Justice League: Warworld                      | 25. července 2023 | Jim Krieg a Kimberly S. Moreau                     | Jeremy Adams, Ernie Altbacker a Josie Campbell |                                             | [ 52 ] |

## DC Showcase
DC Showcase je série krátkometrážních animovaných filmů ze světa DC Comics.
- 2010 - DC Showcase: The Spectre, režie Joaquim Dos Santos.
- 2010 - DC Showcase: Jonah Hex, režie Joaquim Dos Santos.
- 2010 - DC Showcase: Green Arrow, režie Joaquim Dos Santos.
- 2010 - Superman/Shazam!: The Return of Black Adam, režie Joaquim Dos Santos.
  - Čtyři filmy uvedené výše byly vydány jako DC Showcase Original Shorts Collection.
- 2011 - DC Showcase: Catwoman, režie Lauren Montgomery.